# Raúl Tamudo
Raúl Tamudo Montero (* 19. Oktober 1977 in Santa Coloma de Gramanet) ist ein ehemaliger spanischer Fußballspieler.

## Vereinskarriere
Tamudo begann seine Karriere 1996 als 18-Jähriger beim spanischen Erstligisten RCD Espanyol Barcelona. In seiner ersten Saison in der ersten Liga Spaniens konnte er sich nicht durchsetzen und wurde in der nachfolgenden Saison an Deportivo Alavés verliehen. Nach einer Saison ohne Tore kehrte er für ein halbes Jahr nach Barcelona zurück, ehe er an UE Lleida ausgeliehen wurde. Seit 1999 spielte er wieder für Espanyol.
In Mittlerweile 373 Spielen für seine verschiedenen Vereine hat Tamudo schon 137-mal getroffen. Damit ist er einer der besten Torjäger in der Geschichte der spanischen Liga und mit 129 Toren in 340 Spielen der beste bei Espanyol. Bei den Espanyol-Fans ist er aufgrund seiner Treue zum Verein und seiner Vielzahl an Toren zur Ikone geworden. Er galt als der Publikumsliebling, und das obwohl er bereits mehrfach auf dem Abstellgleis stand. So überlegte Espanyol 2004 erstmals, ob man Tamudo aufgrund seines Marktwertes an Celtic Glasgow abgeben sollte. Espanyol ist wie fast jeder spanische Erstligist verschuldet und konnte die von den Schotten angebotene Ablösesumme von fünf Millionen Euro gut gebrauchen. Doch man entschied sich nach Fanprotesten, ihn doch nicht abzugeben.
In der Saison 2006/07 trug er mit seinen beiden Toren zum 2:2 (das zweite Tor fiel erst in den letzten Minuten) gegen den Stadtrivalen FC Barcelona in dessen Stadion dazu bei, dass Real Madrid zum dreißigsten Mal spanischer Fußballmeister wurde. Insbesondere dieses Spiel hat seinen Kult-Status auf das ganze Land übergehen lassen.
Im UEFA-Pokal 2006/07 erreichte Tamudo mit Espanyol das Finale. Dort unterlag man jedoch dem Vorjahressieger FC Sevilla nach Elfmeterschießen.
Einschließlich bis zur Saison 2008/09 war Tamudo unumstrittener Stammspieler bei Espanyol und wurde zum besten Torschützen in der Geschichte des Vereins. Unter Trainer Mauricio Pochettino, jedoch, verlor er in der Saison 2009/10 erstmals seinen Stammplatz und bestritt nur sechs Ligaspiele.
Nach über 13 Jahren bei den Periquitos wechselte Tamudo zur Saison 2010/11 zu Real Sociedad San Sebastián, wo er einen Einjahresvertrag unterschrieb.

## Nationalmannschaft
In der Nationalmannschaft stand er lange im Schatten von Fernando Morientes und Raúl und bestritt von 2000 bis 2007 13 Länderspiele, in denen er fünf Treffer erzielte.
Bei den Olympischen Sommerspielen 2000 in Sydney holte er mit der spanischen Nationalmannschaft die Silbermedaille.

## Titel
- Copa del Rey: 2000, 2006
- Silbermedaille beim olympischen Fußballturnier: 2000